# سئونگ هون
سئونگ هون (Seong Hon) (۱۵۳۵–۱۵۹۸) فیلسوف، شاعر و سیاستمدار کره ای در دوران سلسله چوسون و یک محقق نئوکنفوسیوسیست بود.
سئونگ هون اغلب با نام سبک خود Ugye (دره گاو نر) و Mugam (سنگ سیاه) شناخته می‌شود. او نه تنها به عنوان یک دانشمند، بلکه به عنوان یک سیاستمدار و اصلاح طلب مورد احترام قرار گرفت و به مقام چهارم شورای ایالتی/معاون نخست‌وزیر (Jwachanseong左贊成) در شورای ایالتی Joseon (uijeongbu) رسید.

## آثار برگزیده
- "Ugye jip" (우계집، 牛溪集) (آثار اوگی)
- "جومون جیگیول" (주문지결، 朱門旨訣)
- "ویهاک جیبانگ" (위학지방، 爲學之方)

## برای مطالعهٔ بیشتر
- Seong Hon:naver (به کره‌ای)
- سونگ هون (به کره‌ای)
- سئونگ هون (به کره‌ای)
- فلسفه کره ای: اطلاعاتی از پاسخ‌ها (به کره‌ای)
- مطالعه درباره فلسفه اخلاق نظریه تربیت بدن و ذهن گو بونگ سونگ ایک پیل (به کره‌ای)
- دیدگاه Ugye Sung Hon در مورد نظریه «چهار-هفت» و مکتب التقاطی Chosun بعدی (به کره‌ای)